# Голоскоков, Дмитрий Петрович
Дмитрий Петрович Голоскоков (род. 1954)-советский и российский инженер-математик, кандидат физико-математических наук, доктор технических наук (2001), профессор.[1]

## Биография
Окончил в 1978 физико-механический факультет (кафедра вычислительной математики) Ленинградского политехнического института по специальности «прикладная математика». С 1980 работает в Ленинградском институте водного транспорта. Кандидатскую диссертацию защитил в 1984 на кафедре сопротивления материалов и строительной механики ЛИВТ по специальности «Механика деформируемого твёрдого тела». Докторскую диссертацию защитил в 2001 на кафедре прикладной математики СПГУВК по специальности «Математическое моделирование, численные методы и комплексы программ». Работал заведующим кафедрой прикладной математики, в дальнейшем профессор на кафедре «Механика и прочность материалов и конструкций» Петербургского университета путей сообщения.

## Публикации
- Математическое моделирование упругих тонкостенных систем. — Монография. — СПб.: СПГУВК, 1999. — 149 с.
- Уравнения математической физики. Решение задач в системе Maple. Учебник для вузов. — СПб.: Питер, 2004. — 539 с.: ил. ISBN 978-5-94723-670-2.
- Метод полиномов в задачах теории тонких плит. — СПб: СПГУВК, 2008. — 252 с. ISBN 978-5-88789-247-4.[1]
- Практический курс математической физики в системе Maple. — СПб.: ПаркКом, 2010. — 637 с. ISBN 978-5-98175-034-2.[2][3]
- Приложение тензорного исчисления. — Л., ЛИВТ, 1988. — 62 с.
- Основы теории упругости. — Л., ЛИВТ, 1991. — 96 с.;
- Функциональная зависимость и регрессия. — СПб: СПГУВК, 1998. — 105 с.
- Математическое моделирование транспортных процессов. — СПб: СПГУВК, 1998. — 80 с.
- Математическая физика. — СПб: СПГУВК, 2003. — 118 с.
- Специальные функции и их приложения. — СПб: СПГУВК, 2003. — 66 с.
- Методы математической физики. — СПб: СПГУВК, 2003. — 118 с.